# Pousada de Saramagos
Pousada de Saramagos é uma povoação portuguesa sede da Freguesia de Pousada de Saramagos do município de Vila Nova de Famalicão, freguesia com 2,12 km² de área e 2179 habitantes (censo de 2021), tendo, por isso, uma densidade populacional de 1 027,8 hab./km².

## Demografia
A população registada nos censos foi:
| Distribuição da População por Grupos Etários | Distribuição da População por Grupos Etários | Distribuição da População por Grupos Etários | Distribuição da População por Grupos Etários | Distribuição da População por Grupos Etários |
| -------------------------------------------- | -------------------------------------------- | -------------------------------------------- | -------------------------------------------- | -------------------------------------------- |
| Ano                                          | 0-14 Anos                                    | 15-24 Anos                                   | 25-64 Anos                                   | > 65 Anos                                    |
| 2001                                         | 399                                          | 293                                          | 1144                                         | 180                                          |
| 2011                                         | 428                                          | 248                                          | 1276                                         | 282                                          |
| 2021                                         | 286                                          | 277                                          | 1206                                         | 410                                          |

## Património
- Castro das Eiras ou Monte das Eiras, incluindo balneário/termas
- Casa Cimo de Vila

## Executivo da Junta
Presidente:
José Joaquim de Sousa Gonçalves Pereira (PSD)
Secretário:
José Manuel Pereira Fernandes
Tesoureiro:
Marta Isabel da Silva Azevedo

## Pessoas Ilustres
- Mesquita Machado